# Migos
Migos är en amerikansk hiphoptrio från Lawrenceville, Georgia som bildades 2008. Gruppen bestod av de tre rapparna Quavo, Offset och Takeoff.
Migos släppte sitt debutalbum Yung Rich Nation i juli 2015 på skivbolagen Quality Control Music och 300 Entertainment. Deras andra album, Culture, släpptes i januari 2017 på samma skivbolag och gick direkt in i toppen på Billboard 200. Följande månad skrev gruppen på för skivbolagen Motown och Capitol Records. I januari 2018 släpptes uppföljningsalbumet Culture II som blev gruppens andra topplacerade album i USA. I juni 2021 släpptes Migos fjärde studioalbum, Culture III.
Gruppens yngsta medlem Takeoff (född som Kirshnik Khari Ball den 18 juni 1994 i Lawrenceville, Georgia) förolyckades den 1 november 2022 till följd av en skottlossning i Houston.

## Diskografi

### Studioalbum
- Yung Rich Nation (2015)
- Culture (2017)
- Culture II (2018)
- Culture III (2021)